# Éomer
L'Éomer (2911 T.E. - 63 Q.E.) és un personatge fictici de l'univers de J.R.R. Tolkien de la novel·la El Senyor dels Anells. Va ser el divuitè rei de Ròhan, i el primer de la tercera dinastia.

## Biografia
L'Éomer (2911 T.E. - 63 Q.E.) és fill d'Éomund i Théodwyn, germana del rei Théoden de Ròhan. L'Éomund va morir perseguint un grup d'orcs a Éstemnet l'any 3002 T.E. i la seva dona, commoguda per la tristor, va morir poc després. En Théoden va adoptar l'Éomer i la seva germana Éowyn tot criant-los com a fills propis en companyia d'en Théodred, el seu legítim hereu. Amb 26 anys fou nomenat tercer mariscal de la Marca dels genets i se li va atorgar el comandament del Fold Est, càrrec que havia tingut abans el seu pare.
Durant la Guerra de l'Anell va donar caça als orcs que duien presoners en Merry i en Pippin, i després es trobà amb l'Àragorn, en Légolas i en Guimli, a qui va donar permís per moure's per Ròhan. Quan va tornar a Édoras, aquesta mesura li va fer perdre el favor del rei Théoden, qui, mitjançant Llenguadeserp, el va fer detenir. Finalment en Gàndalf arriba a Meduseld i trenca el malefici que queia sobre el rei i així l'Éomer va poder rebre de nou l'honor d'Édoras. L'Éomer va tenir un destacat paper en la batalla de Vilacorn, a la Gorja d'en Helm, on Ròhan va conjurar la invasió d'orcs i la traïció d'Ísengard sota el control d'en Sàruman.
En morir en Théodred, l'únic fill del rei, als guals de l'Isen, l'Éomer esdevé hereu d'en Théoden, i es dirigeix a Minas Tirith com segon marsical i essent ja rei en acabar la batalla dels Camps de Pelènnor, on fou un dels principals capitans de l'oest en la victòria.
Un cop va haver acabat la guerra, l'Éomer és present en el coronament del rei Àragorn, renovant l'antiga aliança entre els dos regnes. Fruit d'aquest acord arriba el seu casament amb la Lothíriel, filla del príncep Ímrahil de Dol Àmroth, i fruit del casament en neix l'hereu: Elfwine el Bell, que regna després del seu pare. El seu govern va estar marcat per les constants guerres a l'est i al sud de la Terra Mitjana, a les quals va anar fent honor a l'aliança amb Góndor. Amb el seu regnat s'inicia una època de pau i prosperitat dins les fronteres de Ròhan, bo i recuperan tant la ramaderia i el comerç que la situació es considerava millor que la que hi havia abans de la guerra.

## Adaptacions
En la versió cinematogràfica de Peter Jackson d'El Senyor dels Anells, l'actor Karl Urban interpreta l'Éomer. En les pel·lícules, en Llenguadeserp no es limita a arrestar l'Éomer, sinó que l'exilia, i acaba tornant a temps per salvar el seu rei a la batalla de la Gorja d'en Helm (paper que en els llibres acompleix l'Érkenbrand).